# Rudolf Steiner (futbolista)
|  | No s'ha de confondre amb Rudolf Steiner. |

Rudolf Steiner II (Temesvár, 24 de gener de 1907 - 12 de novembre de 1996) fou un futbolista romanès de la dècada de 1930.
Fou internacional amb Romania i disputà el Mundial de 1930.